# Aloe kwasimbana
Aloe kwasimbana är en grästrädsväxtart som beskrevs av T.A.Mccoy och John Jacob Lavranos. Aloe kwasimbana ingår i släktet Aloe och familjen grästrädsväxter.
Artens utbredningsområde är Tanzania. Inga underarter finns listade i Catalogue of Life.